# Ramstedt (Szlezwik-Holsztyn)
Ramstedt (duń. Ramsted) – gmina w Niemczech w kraju związkowym Szlezwik-Holsztyn, w powiecie Nordfriesland, wchodzi w skład urzędu Nordsee-Treene.